# Отправление на рынок
«Отправление на рынок» — картина французского художника, одного из ведущих представителей барбизонской школы Констана Тройона из собрания Государственного Эрмитажа.
Раннее утро, в лучах взошедшего солнца женщина на ослике, с навьюченными на него корзинами с ягнятами, двигается на рынок в сопровождении мужчины на лошади, с ними также идёт небольшое стадо овец и коров. Слева на пригорке виден дом с соломенной крышей. Слева внизу стоит подпись художника и дата: C. Troyon 1859.
Картина написана в 1859 году и выставлена в Парижском салоне того же года, где практически сразу была куплена графом Н. А. Кушелевым-Безбородко. После смерти владельца картина, как и все произведения из собрания Кушелева-Безбородко, по завещанию была передана в Музей Академии художеств и вошла там в состав особой Кушелевской галереи, в галерейном каталоге 1868 года числилась под названием «Отправление поселян на базар, со стадом коров и овец»; в 1922 году была передана в Государственный Эрмитаж.
В Салоне 1859 года картина вызвала значительный резонанс, её хвалил в прессе А. Дюма-сын; молодой Клод Моне писал своему учителю Эжену Будену: «Там также есть „Отправление на рынок“. Оно показывает эффект тумана на восходе солнца. Оно великолепно и, главное, полно света».
Главный научный сотрудник Отдела западноевропейского изобразительного искусства Государственного Эрмитажа, доктор искусствоведения А. Г. Костеневич в своём очерке французского искусства XIX — начала XX века отнесся к картине весьма критически:

Сейчас картина производит двойственное впечатление. Тройон эффектно передаёт свет, пробивающийся из глубины сквозь утреннюю дымку. Ему доставляет удовольствие показать, как дым трубки крестьянина смешивается с этой дымкой, а ранние солнечные лучи пляшут по спинам животных. Сам повышенный интерес к свету — симптом близкого наступления эры импрессионизма, однако рядом с импрессионистической живописью особенно заметной становится банальная красивость и приблизительность в решении световоздушных проблем.

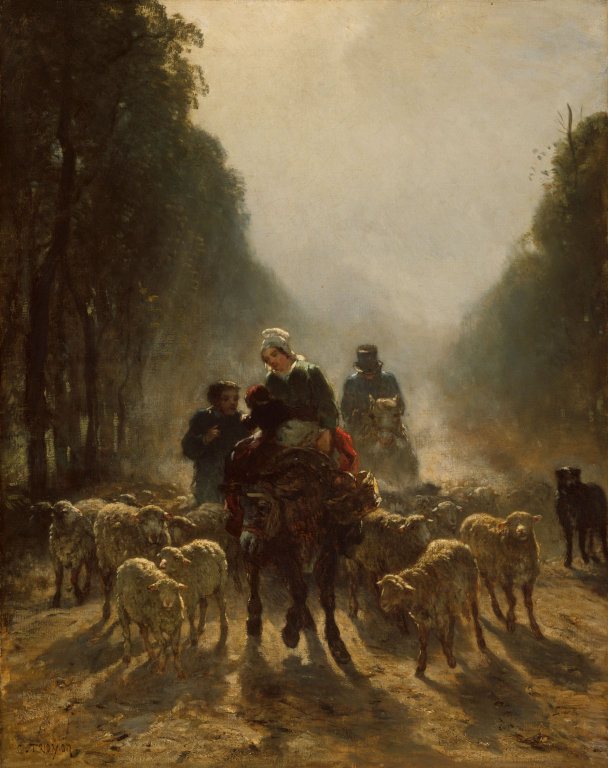
Этюд картины из Чикагского института искусств

Сюжет «Отправление на рынок» Тройон использовал неоднократно. Впервые он обратился к этому сюжету в 1851 году, эта работа находится в США в частном собрании. В собрании музея Хендрика Месдаха в Нидерландах имеется недатированное полотно «Возвращение с рынка» (91 × 74 см), на котором женщина верхом на осле оглядывается на стадо овец — возможно, оно является эскизом эрмитажной картины.
Уменьшенное повторение эрмитажной картины, но без мужчины на заднем плане, находится в Метрополитен-музее в Нью-Йорке; эта картина имеет размеры 41 × 32,7 см, датируется 1860 годом и поступила в музейное собрание в 1917 году из коллекции Флетчеров. В музейном каталоге, изданном в 1966 году, в качестве первого владельца эрмитажной картины ошибочно указан некий князь Трубецкой, который якобы приобрёл свою картину в 1862 году.
В Чикагском институте искусств имеется близкий по композиции этюд (92 × 73,4 см), датируемый 1858/1859 годами, в нём присутствует дополнительно фигура пешего юноши, а верховой мужчина изображён в цилиндре. Этот этюд в 1867 году был куплен князем Нарышкиным для своего парижского дома, в 1883 году продан с аукциона в галерее Жоржа Пети в парижскую фирму Arnold & Tripp, которая, в свою очередь, перепродала картину американцу Генри Филду. После смерти Филда в 1890 году этюд был унаследован его вдовой и в 1894 году подарен Чикагскому институту искусств.
Вариант картины с мужчиной в шляпе-цилиндре, со спешенной женщиной, ведущей на верёвке корову , имеется в собрании художественного института Кларка в Вильямстауне (холст, масло; 65,3 × 52,5 см; инв. № 1955.880; датируется 1851 годом).